# Запобіжна арматура

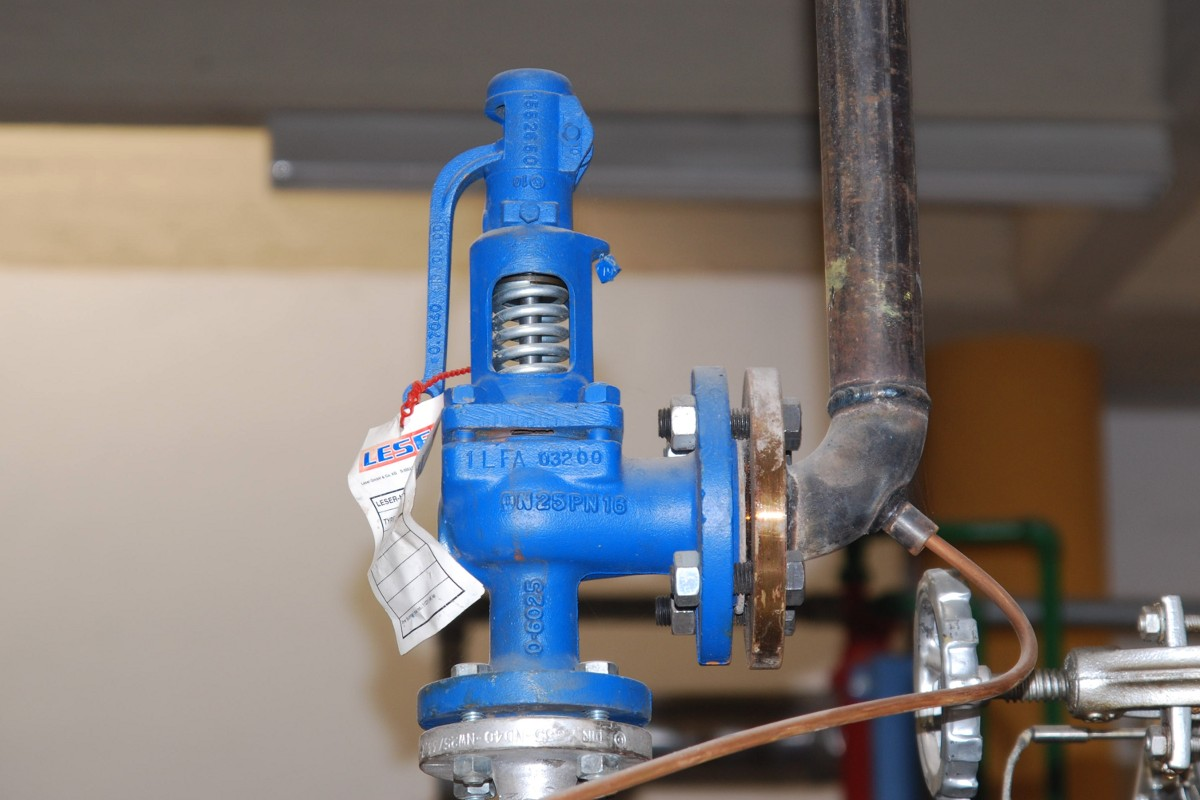
Пружиний запобіжний клапан прямої дії, найпоширеніший вид запобіжної арматури

Запобі́жна армату́ра — трубопровідна арматура, що призначена для захисту обладнання і трубопроводів від аварійного перевищення тиску, що перевищив встановлене значення, шляхом автоматичного скидання надлишку середовища з систем і посудин під тиском, а також для припинення скидання в разі відновлення робочого тиску.
Різниця між запобіжною арматурою і захисною арматурою полягає в тому, що при виникненні аварійного значення параметра робочого середовища запобіжна арматура відкривається для випуску середовища, а захисна закривається, відмикаючи ділянку чи частину трубопроводу, що підлягають захисту.

## Види запобіжної арматури

### Запобіжний клапан
Запобіжний клапан — гідроклапан, що призначений для захисту від механічного руйнування обладнання і трубопроводів надлишковим тиском, шляхом автоматичного випуску надлишку рідкого, паро- чи газоподібного середовища з систем і посудин з тиском, що перевищив встановлене значення. Клапан також повинен забезпечувати припинення скидання середовища при відновленні робочого тиску. Запобіжний клапан є арматурою прямої дії, що працює безпосередньо від робочого середовища.

### Імпульсний клапан
Імпульсний запобіжний пристрій — це по суті Запобіжний клапан непрямої дії. Він складаються з головного запобіжного клапана з великою пропускною спроможністю та імпульсного клапана, що керує поршневим приводом головного клапана. Імпульсні запобіжні пристрої успішно обслуговують системи та агрегати з високими енергетичними параметрами, які вимагають скидання великих обсягів робочого середовища.

### Перепускний клапан
Перепускний клапан — це пристрій, призначений для підтримання за клапаном тиску середовища на необхідному рівні шляхом перепуску його через відгалуження трубопроводу.

### Мембранний запобіжний пристрій
Мембранний запобіжний пристрій — пристрій, який належить до запобіжної трубопровідної арматури і складається з розривної запобіжної мембрани (однієї або декількох) та вузла її кріплення, що забезпечує необхідне скидання маси парогазової суміші при певному тиску спрацьовування. Такі пристрої застосовуються для захисту об'єктів технологічного устаткування, посудин під тиском і трубопроводів від небезпечних перевантажень надлишковим і (або) вакуумметричним тиском, що створюється робочими середовищами та встановлюються на патрубках чи трубопроводах, безпосередньо приєднаних до обладнання. На відміну від вище згаданих засобів, що є пристроями багаторазової дії, мембрана є засобом одноразового використання.